# أبو العلاء أحمد بن العلاء العامري
أبو العلاء أحمد بن العلاء العامري (تُوفي حوالي عام 844 م) كان واليًا لليمن في القرن التاسع في عهد الخلافة العباسية.
حصل على تعيينه واليًا مُقيمًا من الضابط التركي إيتاخ الخزري، بعد فترة وجيزة من تولي الخليفة الواثق (حكم 842-847). عند وصوله إلى اليمن، أرسل الثائر اليعفري يعفر بن عبد الرحمن جيشًا لاحتلال مدينة صنعاء الرئيسة، إلا أن القوات المحلية والوالي المنتهية ولايته منصور بن عبد الرحمن التنوخي قابلوا المتمردين في معركة وهزموهم، فقتلوا ألفًا في الميدان وقطعوا رؤوس الأسرى. وهكذا، تمكن أبو العلاء من دخول صنعاء، وظلّ واليًا عليها حتى وفاته. ثم تولى شقيقه مهامه كوالٍ لفترة مؤقتة، قبل أن يصل هرثمة شارباميان [الإنجليزية] لتولي المنصب.

## ملحوظات
1. ↑  Van Arendonk 1960، صفحة 113; Al-Mad'aj 1988، صفحة 216; Bikhazi 1970، صفحة 30.